# Campeonato Paulista de Futebol de 1972 - Primeira Divisão
O Campeonato Paulista de Futebol de 1972 - Primeira Divisão foi a 26.ª edição do torneio promovida pela Federação Paulista de Futebol, e equivaleu ao segundo nível do futebol do estado de São Paulo. O título ficou com a equipe do São José, que apesar da conquista, não conquistou o acesso, cancelado entre as edições de 1972 e 1975.

## Participantes
| Série Arthur Friedenreich - Andradina (Andradina) - Corinthians (Presidente Prudente) - Garça (Garça) - Linense (Lins) - Tião Maia (Araçatuba) | Série Thomaz Mazzoni - Barretos (Barretos) - Catanduvense (Catanduva) - Jaboticabal (Jaboticabal) - Rio Preto (São José do Rio Preto) - Votuporanguense (Votuporanga) | Série Belfort Duarte - Batatais (Batatais) - Francana (Franca) - Orlândia (Orlândia) - Sertãozinho (Sertãozinho) - Vasco da Gama (Americana) - Velo Clube (Rio Claro) | Série Silvio Binari - Estrela (Piquete) - Saad (São Caetano do Sul) - Santo André (Santo André) - São José (São José dos Campos) |

Bragantino e Nacional-SP inicialmente estavam inscritos na Série Silvio Binari, mas desistiram da competição.

## Final

### Ida
| Domingo, 6 de maio de 1973 | São José                          | 3 – 0 | Garça | Martins Pereira, São José dos Campos, SP                   |
|                            | Dandô · Xavier · Pedroso (contra) |       |       | Público: 7,157 Renda: Cr$ 38.200,00 Árbitro: Rubens Paulis |

### Volta
| Domingo, 13 de maio de 1973 | Garça | 0 – 0 | São José | Frederico Platzeck, Garça, SP |
|                             |       |       |          | Árbitro: Milton Jorge         |

São José: Mário; Carioca, Marião, Alemão e Pedro Rodrigues; Dandô e Zé Carlos; Xavier, Marco Antônio, Carlinhos (Fernandinho) e Pepe. Técnico: Jorge Pinto de Souza.

Garça: Chiquinho; Ari, Brito, Pedroso e Abgar; João Luiz e Grilo; Maurílio, Cláudio, Pulga (Ramalho) e Mário César (Rogério). Técnico: Francisco Valeriano.

## Premiação
| Campeonato Paulista de 1972 - Primeira Divisão |
| ---------------------------------------------- |
| São José Campeão (1º título)                   |